# 南方澳進安宮
24°35′03″N 121°51′52″E / 24.584143°N 121.864415°E
南方澳進安宮，是位於臺灣宜蘭縣蘇澳鎮南方澳南正里的媽祖廟，為遷村的北方澳人所建，在1989年4月初率先進行海峽兩岸宗教直航。

## 歷史沿革

### 建立

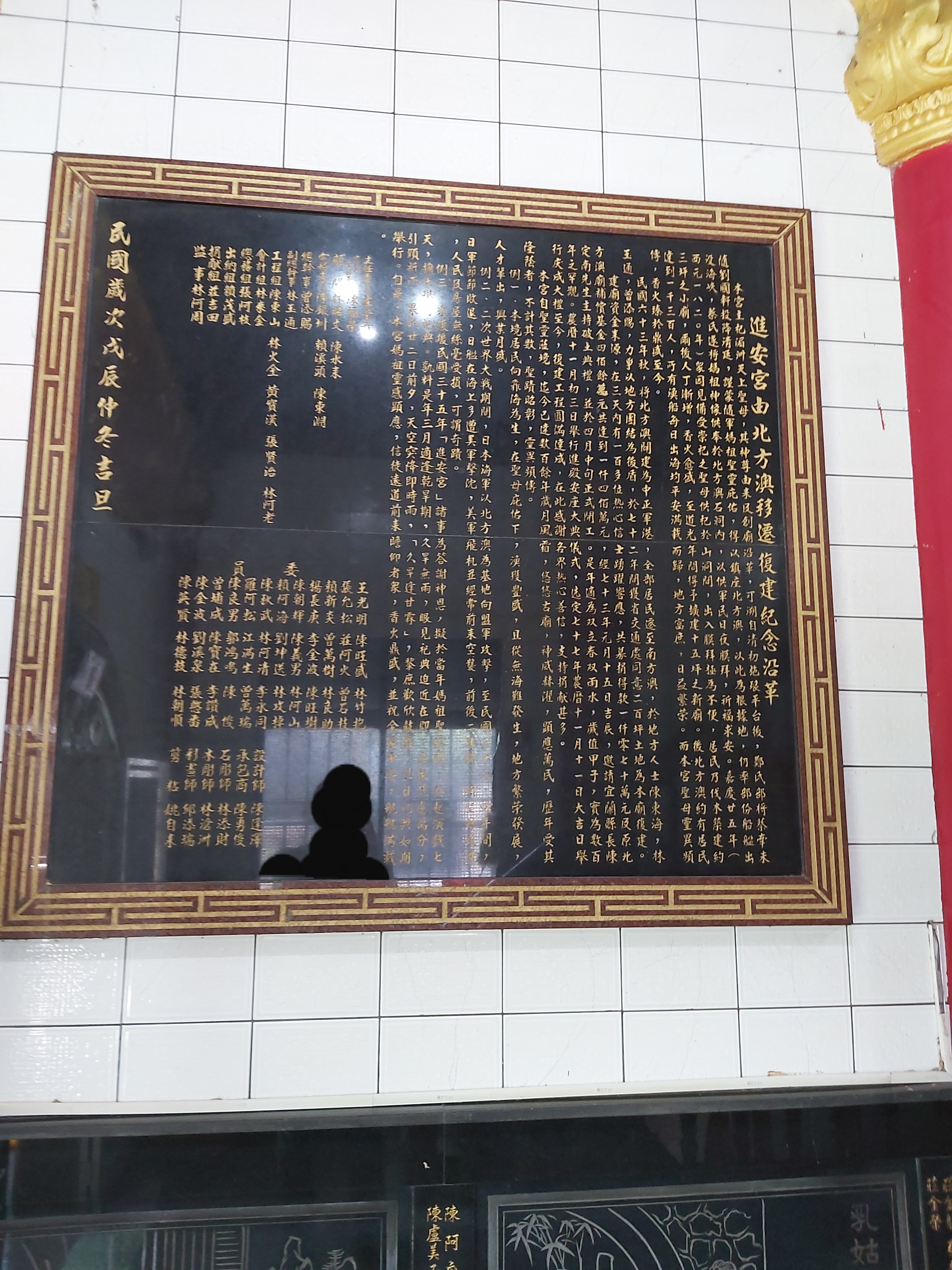
移遷復建紀念沿革碑

1975年，蘇澳鎮北方澳被選定為海軍中正軍港。當地居民因配合軍方的龍淵計畫，集體遷村到南方澳，留下主祀媽祖的北方澳進安宮給海軍管理，北方澳進安宮因此被稱為「海軍媽祖廟」。
北方澳的媽祖神像原本要遷往南方澳南天宮，但因有異議，北方澳居民改將神像交由一村民供奉。1984年，地方人士爭取土地興建新的進安宮，並登高一呼，三天內募得新台幣約1800萬元建立南方澳進安宮。

### 與南天宮競爭
此廟位在南方澳第三漁港，與南方澳南天宮相距不到三百公尺。兩廟毗鄰，常有較勁。

#### 宗教直航

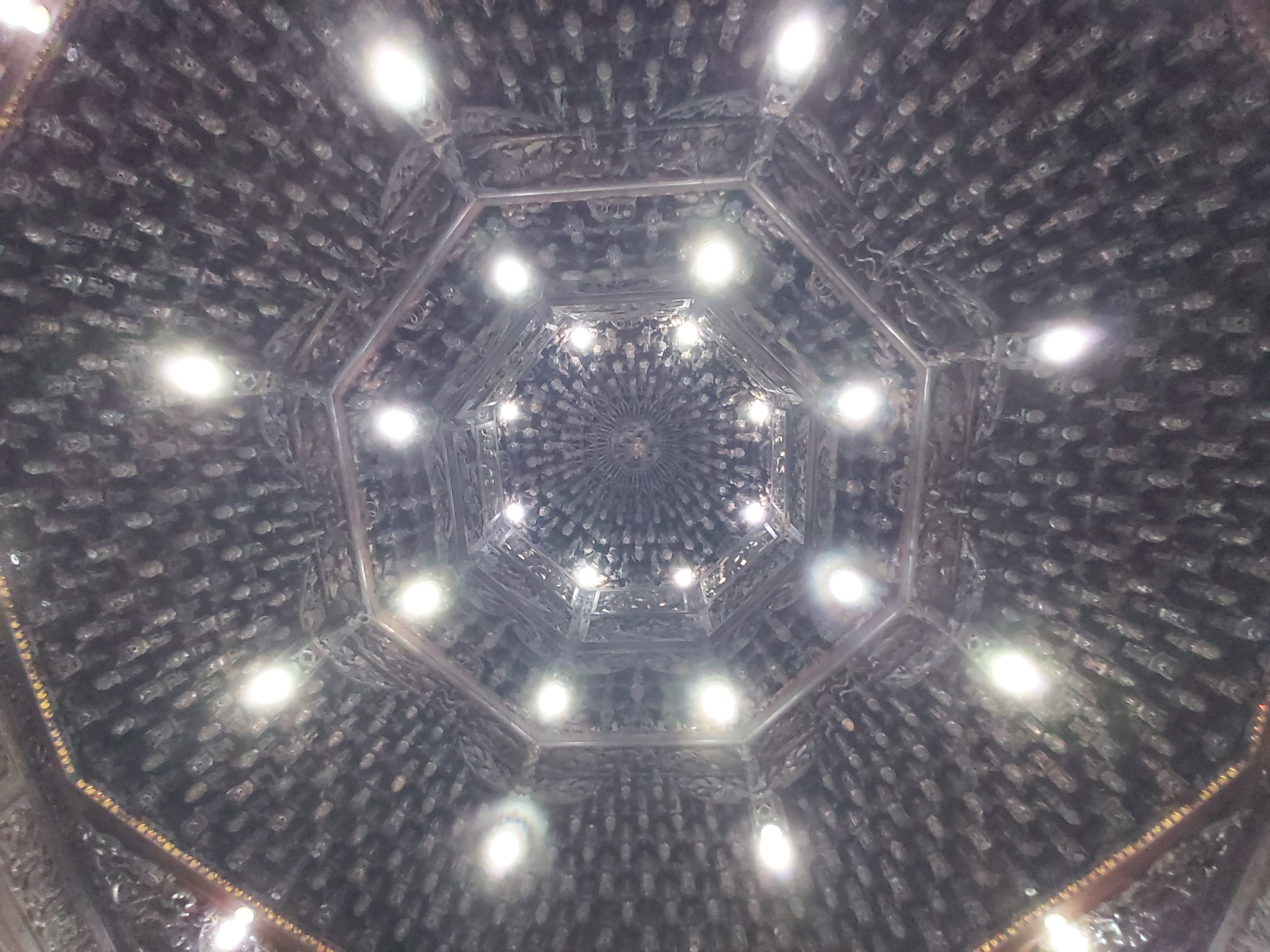
藻井

台灣廟宇會依分靈關係論輩份，若直接自祖廟分靈或迎回神像供奉，地位立即獲得提升。此外，信徒也認為祖廟的神靈較靈驗。自臺灣解嚴後，中華民國政府對中國大陸政策逐漸開放後，奉祀各神像的台灣廟宇紛紛組團前往中國大陸進香。
南天宮與進安宮都有湄洲妈祖祖庙的媽祖神像。1989年，正當南天宮計畫帶湄洲媽祖神像回祖廟進香，該年4月1日，進安宮管理委員曾添賜與另外六名信徒搭乘漁船「新臺勝一號」出海。次日南天宮主任委員林源吉等十一人下午二時出海，在彭佳嶼海域會合後，一同到湄州媽祖祖廟進香，並和當地人員商談進香事宜。
進安宮廟方先迎回一尊高六點六台尺的媽祖坐姿神像及七十餘尊小型神像，又向祖廟預訂一尊同型大神像。該型神像屬於全身關節都能活動的軟身神像，服裝有內襯、裡衣、長褲、肚兜、外衣、皇帽、皇袍、皇披、鞋子等。該年5月初，南天宮舉行媽祖回祖廟的宗教直航活動。進安宮信徒為了一別苗頭，也從祖廟迎回媽祖的父親林惟愨和母親王氏夫人來供奉。
同年5月23日，蘇澳籍「瑞福十六號」船長張瑞雄開船運送曾添賜、三名委員和六名船員前往祖廟，次日上午抵達湄洲島。同月27日下午2點許，返回南方澳漁港，並從祖廟迎回九十五尊神像，包括媽祖雙親神像及一尊六點六台尺的媽祖坐姿像，卅餘艘漁船在外海接駕，數百名信徒則在岸邊拈香迎接。
臺灣政府當時並未准許兩岸直航，曾添賜遭到官方訊問時，稱是因在彭佳嶼捕魚時濾油器故障，船才順著潮流航向湄洲島。他說除請人修船外，趁機到祖廟進香，順便詢問訂製的神像是否雕好，又透過擲筊請示媽祖神諭讓媽祖雙親神像一併請回，所以才迎回多尊神像。蘇澳警分局長黃文郁要求曾添賜具結後，才放行神像。
宜蘭地檢處同年8月7日依違反《國安法》、《動員戡亂時期船舶管制辦法》起訴負責載送兩廟信徒直航的二十一位船長與南天宮主委林源吉，其餘船員與信徒不起訴。

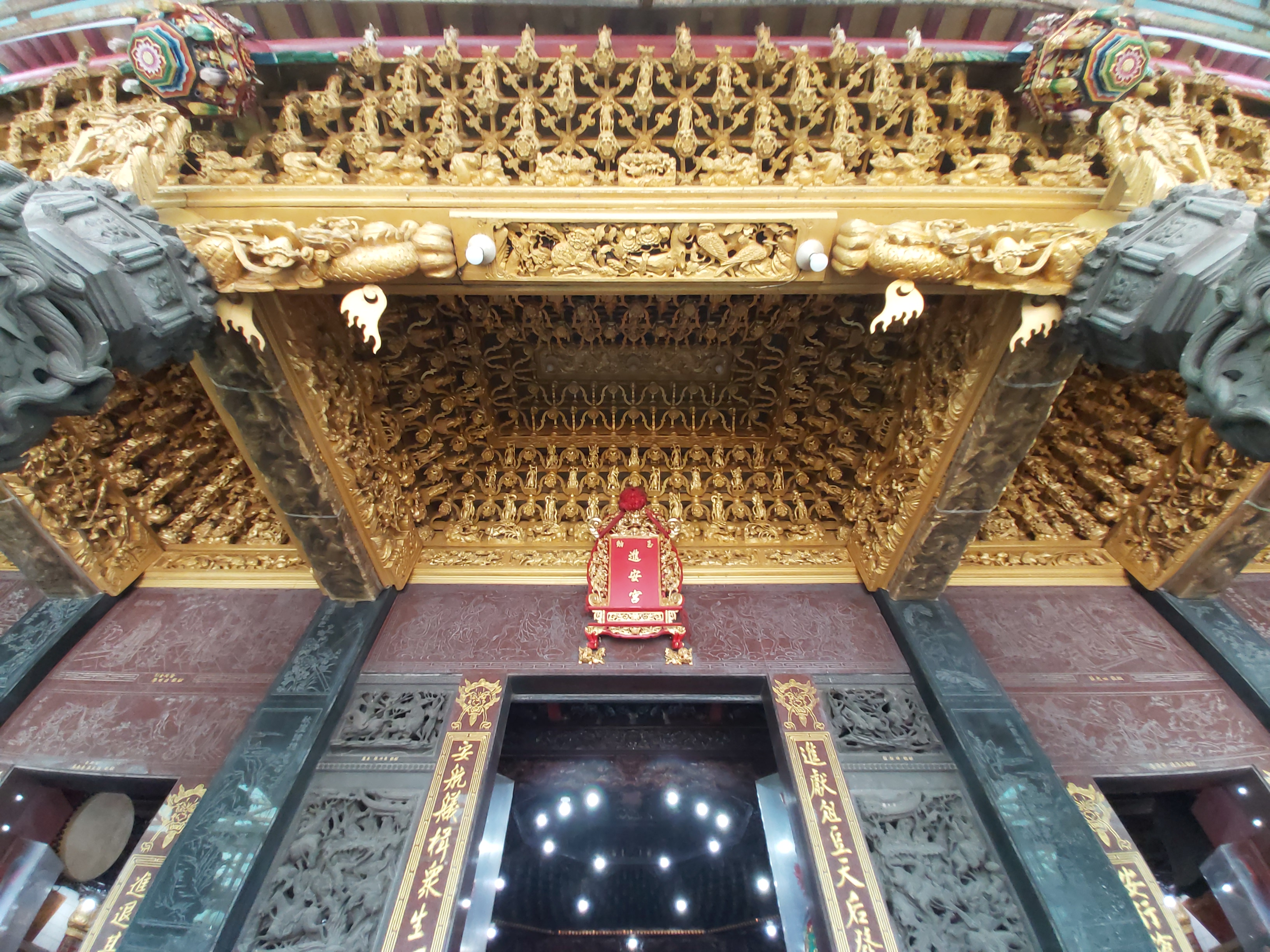
匾名匾

#### 打造神像

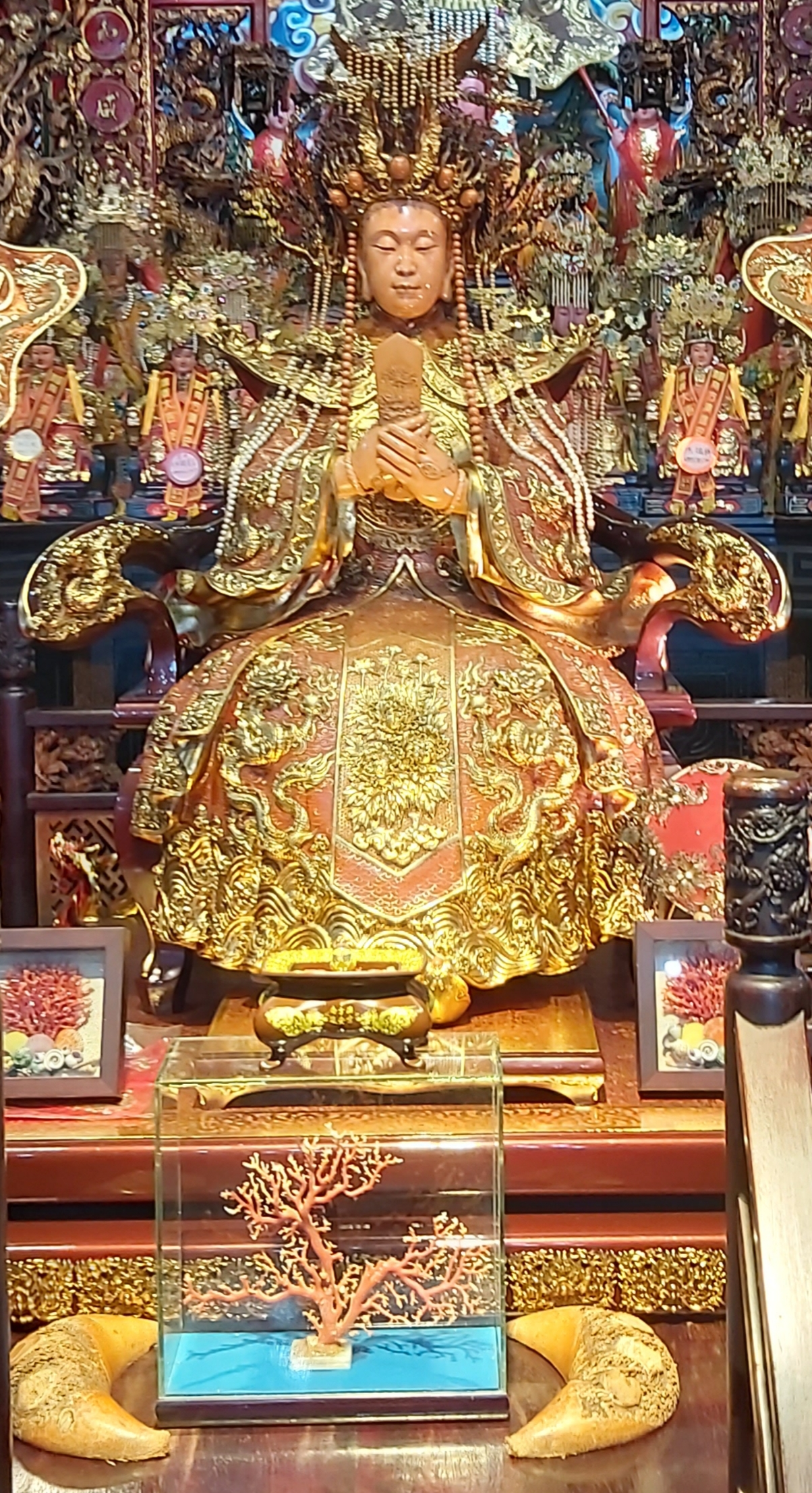
寶石珊瑚媽祖

南天宮以黃金打造一座純金媽祖神像，接著2000年再完成一座緬甸玉的玉媽祖，吸引香客參觀，也讓許多廟宇效仿。於是，進安宮也打造號稱全台首座寶石珊瑚媽祖，以長度約50公分、直徑近30公分的整株珊瑚作成。除臉部、手部是由寶石珊瑚雕刻而成，身體的部分是中空，外鑲黃金，裡面塞滿珊瑚，身高4尺8吋（約142公分）高，重達400公斤，底座200公斤，共重6百公斤。2009年7月23日，廟方出動約5百信眾、分乘16輛遊覽車到台北縣三峽鎮，迎回寶石珊瑚媽祖。
同年9月30日，寶石珊瑚媽祖由時任中華民國總統的馬英九親臨開光。馬英九得知廟內有祭拜媽祖雙親後，表示「若有事要請託媽祖，不妨拜託她的雙親，應該會更有用」。
次年9月最後一周，南天宮慶祝建廟一甲子，同時進安宮也慶賀寶石珊瑚媽祖安座一周年，兩廟陣頭和信眾踴躍。進安宮管委會總幹事張瑞雄表示，原本上周要慶祝安座周年，卻逢颱風來襲，只好順延，並非故意和友廟撞期。他還估計有了寶石珊瑚媽祖後的一年來，人潮至少多了五成。

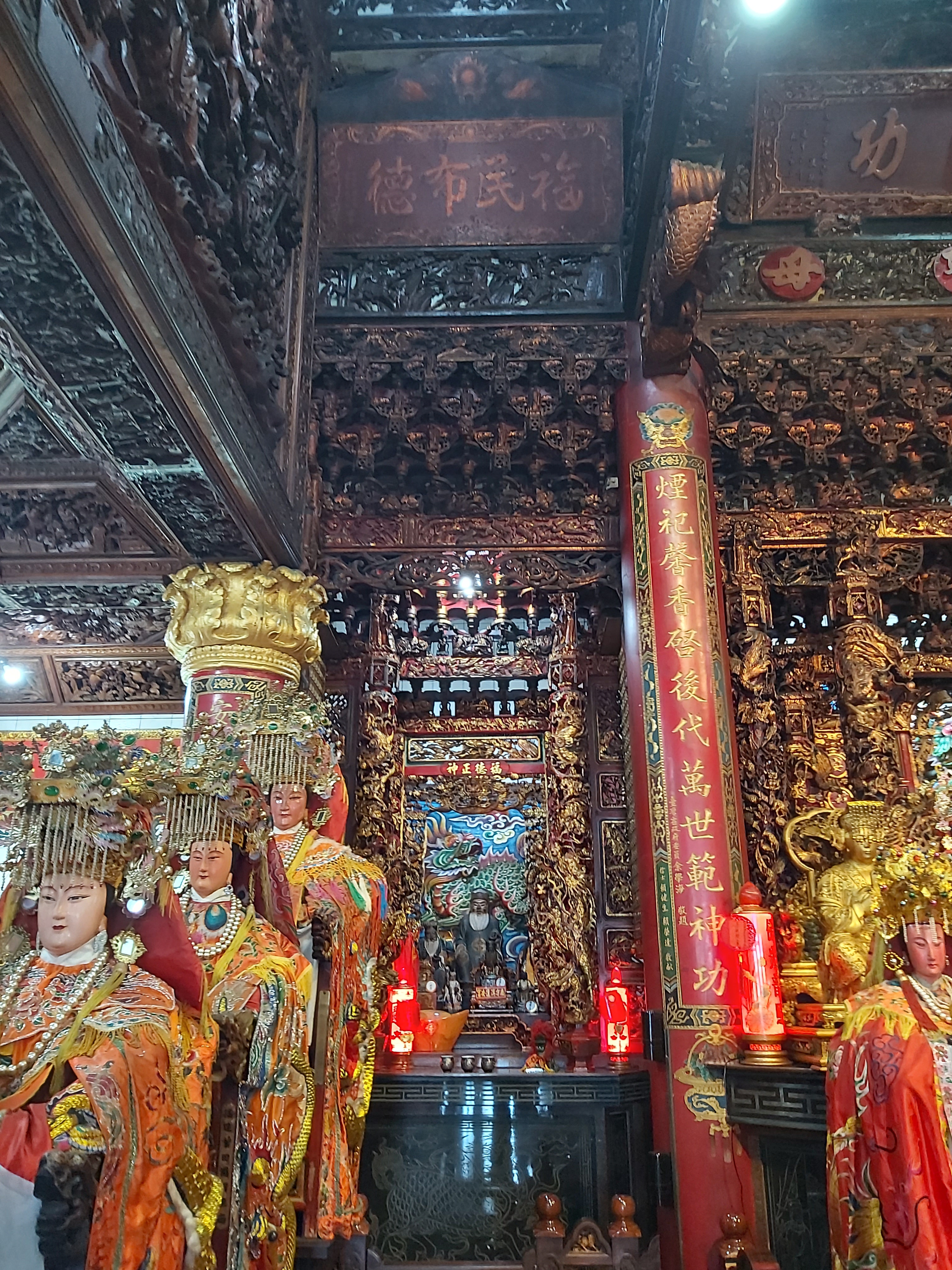
右配祀福德正神
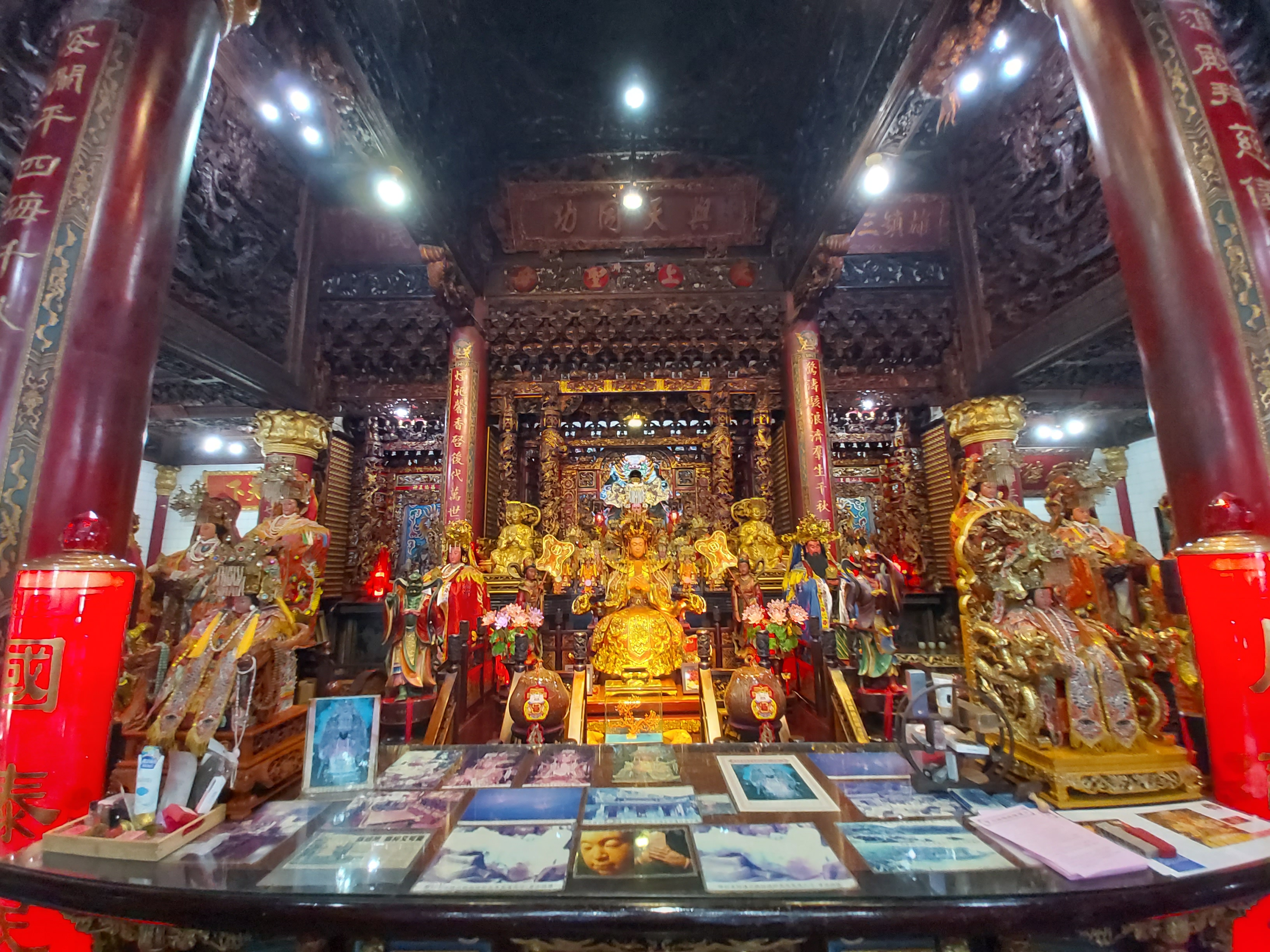
正殿
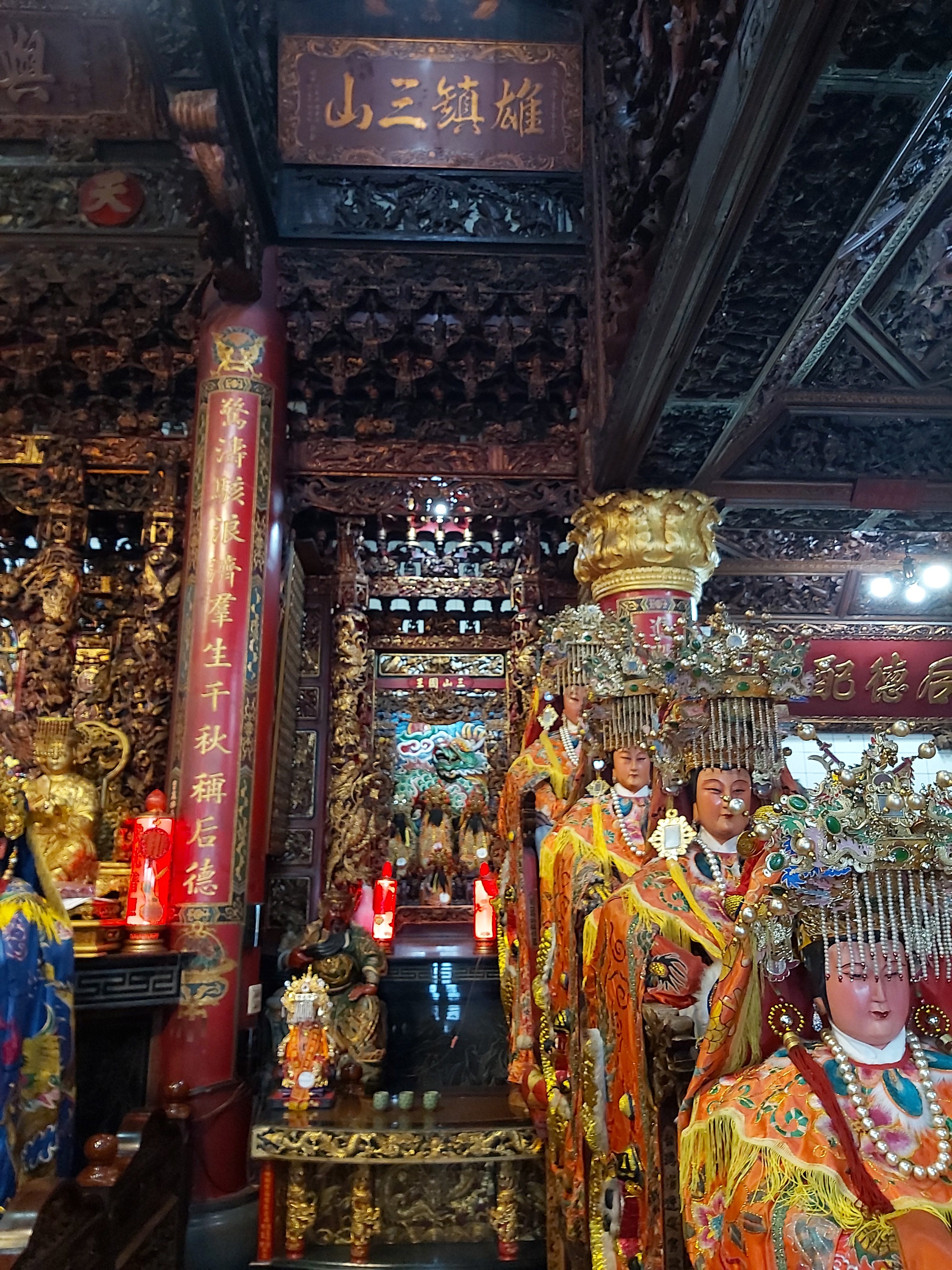
左配祀三山國王

## 外部連結
- 官方网站